# Rada Białoruskiej Republiki Ludowej
Rada Białoruskiej Republiki Ludowej (biał. Рада Беларускай Народнай Рэспублікі; Рада БНР) – najwyższy organ władzy państwowej Białoruskiej Republiki Ludowej w latach 1918–1919. Jej prezydent był głową państwa białoruskiego. Od 1919 Rada BRL przebywa na emigracji, najpierw w Kownie i Pradze, następnie w Kanadzie. Dzięki wsparciu Rady BRL w 1954 roku powstała Białoruska Sekcja Radia Wolna Europa. Rada BRL jest najstarszym nadal działającym  rządem na uchodźstwie (stan na 2024)
W czerwcu 2023 Komitet Bezpieczeństwa Państwowego Republiki Białorusi uznało Radę za formację ekstremistyczną.

## Przewodniczący Rady Białoruskiej Republiki Ludowej
- Jan Sierada marzec 1918–czerwiec 1918
- Jazep Losik czerwiec 1918–grudzień 1919
- Piotra Kreczeuski grudzień 1919–marzec 1928 na emigracji
- Wasil Zacharka marzec 1928–marzec 1943 na emigracji
- Mikoła Abramczyk marzec 1943–maj 1970 na emigracji
- Wincent Żuk-Hryszkiewicz maj 1970–listopad 1982 na emigracji
- Jazep Sażycz listopad 1982–1997 na emigracji
- Iwonka Surwiłła 1997– na emigracji